# Stilpnopappus apurensis
Stilpnopappus apurensis là một loài thực vật có hoa trong họ Cúc. Loài này được (V.M.Badillo) Aristeg. miêu tả khoa học đầu tiên năm 1964.